# Васта
Эль-Васта, араб. الواسطى‎) — город в Египте, расположен в губернаторстве Бени-Суэйф, на границе с губернаторством Гиза. Находится в долине Нила, к северу от Бени-Суэфа и к югу от Хелуана. Население 35 746 жителей (2006). Центр района.
Основной достопримечательностью является пирамида Мейдум, расположенная примерно в 7 км к северо-западу.